# Julia Aurelius
Julia Louise Elisabet Aurelius, född Marx den 21 oktober 1886 i Herrnhut i Tyskland, död 22 mars 1980 i Norrköping, var en tysk-svensk prästfru. Hon var biskopsfru i Linköpings stift under åren 1927–1935 och initiativtagare till det första prästfrumötet som Svenska kyrkan höll. Hon införde också Herrnhutstjärnan till Sverige, vilken bidrog till att seden med adventsstjärnor uppstod.

## Biografi
Julia Aurelius föddes i Herrnhut, Tyskland i en syskonskara om fyra. Hon hade genom farmodern svensk anknytning. Fadern var arkitekt och byggnadsråd och arbetade hos den kända industrifamiljen Krupp, nära Essen. Modern dog när Julia och hennes syskon var små, och hon fick därför tidigt lära sig att sköta hushåll och ta ansvar för hemmet.
Båda föräldrarna kom från herrnhutiska släkter och hemmet präglades av denna inriktnings fromhetstradition. Julia Aurelius hade fyra farbröder som arbetade utomlands, varav tre för missionen. Karl Marx var verksam som missionsläkare i Tibet, Ludwig och Ernst Marx var missionärer i Sydafrika. Farbrodern Gustaf hade tagit sin svenska mors efternamn, Dalman. Gustaf Dalman var professor och föreståndare för det tyska arkeologiska institutet i Jerusalem. Han var tillika generalkonsul i staden, som vid denna tid tillhörde det Osmanska riket.
Julia Aurelius vistades under en period 1910 hos Gustaf Dalman och hans fru, för att hjälpa fastern med internatet på institutet. Under samma tid som Julia Aurelius befann sig där hade prästen och den dåvarande docenten i exegetik, Erik Aurelius, inbjudits av Gustaf Dalman för att delta i institutets verksamhet. Erik Aurelius hade alltsedan sin studietid i Leipzig i slutet av 1890-talet haft ”en faderlig vän och gynnare i professor Gustaf Dalman”. Erik Aurelius blev professor i exegetisk teologi vid Lunds universitet i augusti 1910, och så småningom kyrkoherde i Husie, Hällestad, Dalby och Bonderup.
År 1912 gifte sig Erik och Julia Aurelius och därmed blev hon både präst- och professorsfru i Lund. I samband med flytten till Lund tog hon med sig den Herrnhutiska stjärnan som består av 17 fyrkantiga och åtta trekantiga spetsar. Dessa spetsar fästs samman med påsnitar och bildar därmed spetsiga papperskoner som sedan fästs på en metallställning. Stjärnan gjordes av elever på missionsskolan i Kleinwelka vid Bautzen och Brödraförsamlingens internat Niesky vid Görtlitz.
Efter att ha bott 15 år i Lund vigdes Erik Aurelius 1927 till biskop för Linköpings stift och Julia Aurelius blev som biskopshustru stiftets första dam. Ganska snart fick biskopsparet vänner i Linköping. Bland dem fanns Nils och Elin Jacobsson. Nils Jacobsson hade varit studiekamrat med Erik Aurelius och han hade skrivit sin doktorsavhandling om herrnhutismen i Sverige.
Julia Aurelius präglades på olika sätt av den herrnhutiska traditionen. Inte minst var hon påverkad av dess radikala könssyn. Kvinnors platser och positioner var både tydliga och starka, särskilt i rörelsens uppbyggnadsskede. I takt med att rörelsen formaliserades minskade också kvinnors synlighet, åtminstone i officiella sammanhang. Trots detta har kvinnors framskjutna plats i den herrnhutiska traditionen bidragit till att rörelsens kvinnor ofta präglats av självständighet. Detta kännetecknade också Julia Aurelius. Till sin personlighet var hon blyg, men i rollen som biskopsfru förväntades det att hon skulle delta i en rad officiella sammanhang. Därtill genomförde hon en rad egna åtaganden och uppgifter.
Bland de mest ihågkomna är hennes initiativ att tillsammans med Elin Jacobsson genomföra det första prästfrumötet som hölls i Svenska kyrkan. Under många år hade det varit självklart att biskopen i varje stift samlade stiftets präster till så kallade prästmöten. I samband med dem var det ibland möjligt att även fruarna fick delta. Men de hade saknat ett eget forum. Hustrur till kyrkans män utgjorde en oerhört viktig och obetald resurs för arbetet inom Svenska kyrkan, inte minst under 1900-talet då det blev alltmer vanligt med lekmannainriktade aktiviteter för barn, ungdomar och allmänt kyrkligt intresserade församlingsbor. Denna verksamhet byggde ofta på prästhustrurs engagemang.
Det första prästfrumötet i sitt slag hölls i biskopsgården i Linköping i mars 1929. Företeelsen spred sig snart till andra stift och en rad olika prästfruföreningar kom att etableras, varav en del finns kvar än idag (2018). Numera förekommer att manliga makar till kvinnliga präster får inbjudningar att delta i prästfruföreningars verksamhet.
Julia Aurelius hade ett missionsintresse och hon deltog gärna i sådana aktiviteter. Bland annat skrev hon, som en av få kvinnliga skribenter i stiftens julböcker, en artikel om ”Herrnhutmissionens 200-årsjubileum: firat i Herrnhut den 20–22 augusti 1932” i Linköpings stifts julbok, 1932. Artikeln är en reseskildring och ger en bild av såväl herrnhutismens historia som dess betydelse för Svenska kyrkan.
Med tiden fick Julia och Erik Aurelius sönerna Sam och Bengt Gustaf Aurelius, vilka båda blev präster. Sam Aurelius fick tillsammans med sin fru Karin sonen Carl Axel Aurelius, som var biskop i Göteborgs stift 2003–2011 och Bengt Gustaf Aurelius blev tillsammans med sin fru Gudrun förälder till Erik Aurelius, biskop Skara stift under åren 2004–2012.
Sonen Bengt Gustaf har berättat om sin mors upplevelse av krigsåren och Hitlers maktövertagande. Hon var starkt kritisk till detta och förblev inte passiv. Hon etablerade kontakt med flera tyska judar som kommit till Sverige som flyktingar och bistod dem med praktisk hjälp. Maken Erik Aurelius avled hastigt 1935, på väg till en kyrkogårdsinvigning. Från 1963 bodde Julia Aurelius i Norrköping hos sonen Bengt Gustaf och hans fru Gudrun Aurelius, som var läkare och hade egen praktik i bostaden. Julia Aurelius blev hedersledamot i Östgöta nation i Lund, där hennes make varit inspektor och hennes söner kuratorer. 
Hon avled i mars 1980, 93 år gammal. Julia Aurelius vilar på kyrkogården vid Vreta klosters kyrka, bredvid sin make.